# Vanilla Sky Records
Vanilla Sky Records（ヴァニラ　スカイ　レコード）は日本のインディーズレーベル。

運営母体は合資会社ヴァニラスカイ。2003年にロックシンガーのヨシケンにより創設。

ソロシンガー、シンガーソングライター、邦楽ユニットなど多数のアーティストが所属する。

## 企業概要
CD・DVDなどのメディア、チケット・関連グッズ等の販売ならびにそれらの権利の管理などを行う。

## 所属アーティスト
- ヨシケン ：レーベル代表。自らも精力的な活動を続けている。DMM.com証券のCMにも出演した。
- 日浦孝則 ：元classのメンバーで、移籍後現在に至るまで多数のCDアルバムをリリース。
- 閃雷 ：和太鼓と三味線の4人ユニット。多数のCDアルバムをリリース。
- 族-Yakara-：和太鼓奏者4人組のユニット。

## 以前所属していたアーティスト
- 達也GENMAI：2008年CDデビュー。2010年2月24日をもって契約解除。
- 比留間瞬 ：2008年CDデビュー。2012年1月をもって契約解除。
- 勝詩 :2010年2月より活動を開始。2014年8月をもって契約解除。
- ミスゴブリン：アルバム「月光其方(ゲッコウソノタ)へ」をリリース。

## 所属アーティスト経歴
- 日浦孝則はclass時代、「夏の日の1993」が160万枚を越えるミリオンヒット。
- 代表のヨシケンは2002年に渋谷タワーレコードでインディーズチャート1位を記録した[1]。
- 勝詩は代表のヨシケンと同じく香川県小豆島の出身。